# Eržan Tokotaev

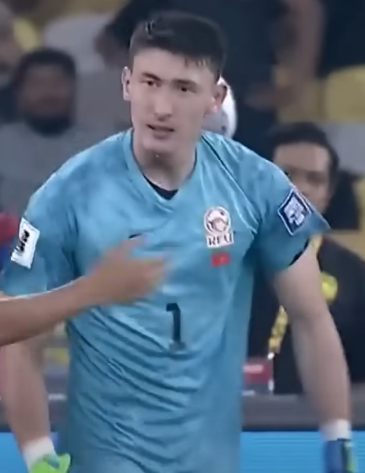
Eržan Tokotaev nel 2023

Eržan Tokotaev (in kirghiso Эржан Токотаев?; Biškek, 17 luglio 2000) è un calciatore kirghiso, portiere del Şanlıurfaspor e della nazionale kirghisa.

## Carriera

### Club
Dopo aver esordito nel campionato kirghiso con le maglie di Dordoj Biškek e Alga Biškek, nel 2022 si trasferisce al Tūran Türkistan, formazione della massima serie kazaka.

### Nazionale
Il 6 giugno 2022 ha esordito con la nazionale kirghisa giocando un incontro di qualificazione alla Coppa d'Asia contro Singapore.

## Statistiche

### Cronologia presenze e reti in nazionale
| Cronologia completa delle presenze e delle reti in nazionale ― Kirghizistan | Cronologia completa delle presenze e delle reti in nazionale ― Kirghizistan | Cronologia completa delle presenze e delle reti in nazionale ― Kirghizistan | Cronologia completa delle presenze e delle reti in nazionale ― Kirghizistan | Cronologia completa delle presenze e delle reti in nazionale ― Kirghizistan | Cronologia completa delle presenze e delle reti in nazionale ― Kirghizistan | Cronologia completa delle presenze e delle reti in nazionale ― Kirghizistan | Cronologia completa delle presenze e delle reti in nazionale ― Kirghizistan |
| Data                                                                        | Città                                                                       | In casa                                                                     | Risultato                                                                   | Ospiti                                                                      | Competizione                                                                | Reti                                                                        | Note                                                                        |
| --------------------------------------------------------------------------- | --------------------------------------------------------------------------- | --------------------------------------------------------------------------- | --------------------------------------------------------------------------- | --------------------------------------------------------------------------- | --------------------------------------------------------------------------- | --------------------------------------------------------------------------- | --------------------------------------------------------------------------- |
| 25-3-2025                                                                   | Biškek                                                                      | Kirghizistan                                                                | 3 – 1                                                                       | Qatar                                                                       | Qual. Mondiali 2026                                                         | -1                                                                          |                                                                             |
| 5-6-2025                                                                    | Riyad                                                                       | Corea del Nord                                                              | 2 – 2                                                                       | Kirghizistan                                                                | Qual. Mondiali 2026                                                         | -2                                                                          |                                                                             |
| Totale                                                                      |                                                                             | Presenze                                                                    | 2                                                                           |                                                                             | Reti                                                                        | -3                                                                          |                                                                             |

## Palmarès

### Club

#### Competizioni nazionali
- Campionato kirghiso

Dordoi Biškek: 2019, 2020
- Coppa del Kirghizistan: 1

Dordoi Biškek: 2019